# Lepnica zielonawa
Lepnica zielonawa (Silene chlorantha (Willd.) Ehrh.) – gatunek rośliny z rodziny goździkowatych. Występuje w Europie oraz na Ałtaju.
W Polsce rośnie w rozproszeniu w części niżowej.

## Morfologia

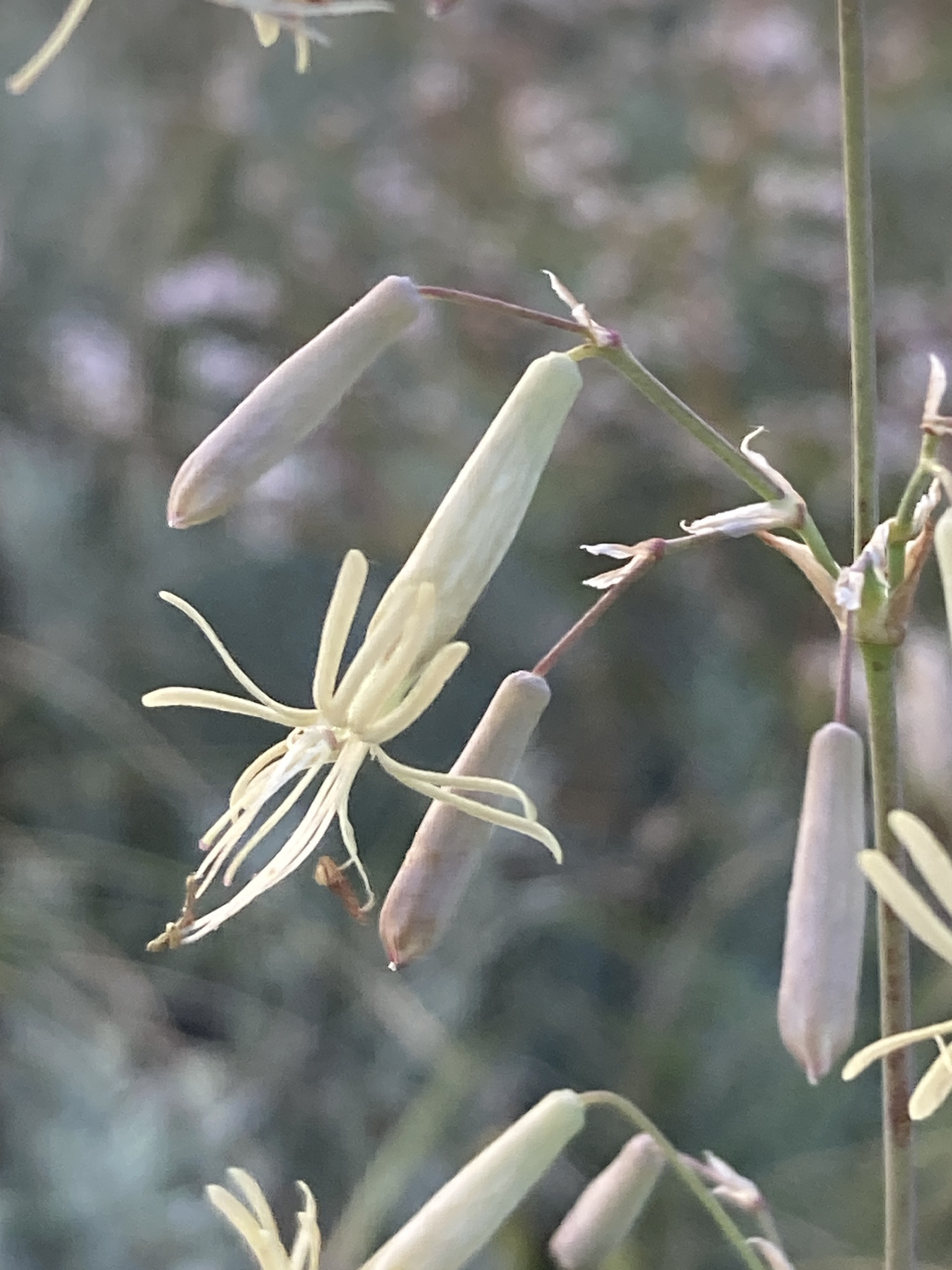
Kwiat

ŁodygaNaga, o wysokości 30-90cm.
LiścieSzorstkie na brzegu.
KwiatyZielonawe, zebrane w wierzchotki, te z kolei zebrane w jednostronnie zwieszone, kiściowate grono. Szypułki nagie. Matowy, nagi, dziesięcionerwowy kielich z delikatną, woskową powłoką. Tępe ząbki kielicha. Płatki korony żółtawobiałe, głęboko rozcięte. Paznokieć nagi, rozszerzony pod płatkiem w ząbkowane uszy. Przykoronek tworzą dwa króciutkie ząbki.
OwocTorebka ze znacznie krótszym od niej trzoneczkiem.

## Biologia i ekologia
Bylina, hemikryptofit. Kwitnie od czerwca do sierpnia. Rośnie w murawach napiaskowych i borach sosnowych. Liczba chromosomów 2n = 24.

## Zagrożenia i ochrona
Roślina umieszczona na polskiej czerwonej liście w kategorii NT (bliski zagrożenia).